# 1973 год
1973 (ты́сяча девятьсо́т се́мьдесят тре́тий) год  по григорианскому календарю — невисокосный год, начинающийся в понедельник. Это 1973 год нашей эры, 3‑й год 8‑го десятилетия XX века 2‑го тысячелетия, 4‑й год 1970‑х годов. Он закончился 52 года назад.
| Пн | Вт | Ср | Чт | Пт | Сб | Вс |
| 1  | 2  | 3  | 4  | 5  | 6  | 7  |
| 8  | 9  | 10 | 11 | 12 | 13 | 14 |
| 15 | 16 | 17 | 18 | 19 | 20 | 21 |
| 22 | 23 | 24 | 25 | 26 | 27 | 28 |
| 29 | 30 | 31 |    |    |    |    |

| Пн | Вт | Ср | Чт | Пт | Сб | Вс |
|    |    |    | 1  | 2  | 3  | 4  |
| 5  | 6  | 7  | 8  | 9  | 10 | 11 |
| 12 | 13 | 14 | 15 | 16 | 17 | 18 |
| 19 | 20 | 21 | 22 | 23 | 24 | 25 |
| 26 | 27 | 28 |    |    |    |    |

| Пн | Вт | Ср | Чт | Пт | Сб | Вс |
|    |    |    | 1  | 2  | 3  | 4  |
| 5  | 6  | 7  | 8  | 9  | 10 | 11 |
| 12 | 13 | 14 | 15 | 16 | 17 | 18 |
| 19 | 20 | 21 | 22 | 23 | 24 | 25 |
| 26 | 27 | 28 | 29 | 30 | 31 |    |

| Пн | Вт | Ср | Чт | Пт | Сб | Вс |
|    |    |    |    |    |    | 1  |
| 2  | 3  | 4  | 5  | 6  | 7  | 8  |
| 9  | 10 | 11 | 12 | 13 | 14 | 15 |
| 16 | 17 | 18 | 19 | 20 | 21 | 22 |
| 23 | 24 | 25 | 26 | 27 | 28 | 29 |
| 30 |    |    |    |    |    |    |

| Пн | Вт | Ср | Чт | Пт | Сб | Вс |
|    | 1  | 2  | 3  | 4  | 5  | 6  |
| 7  | 8  | 9  | 10 | 11 | 12 | 13 |
| 14 | 15 | 16 | 17 | 18 | 19 | 20 |
| 21 | 22 | 23 | 24 | 25 | 26 | 27 |
| 28 | 29 | 30 | 31 |    |    |    |

| Пн | Вт | Ср | Чт | Пт | Сб | Вс |
|    |    |    |    | 1  | 2  | 3  |
| 4  | 5  | 6  | 7  | 8  | 9  | 10 |
| 11 | 12 | 13 | 14 | 15 | 16 | 17 |
| 18 | 19 | 20 | 21 | 22 | 23 | 24 |
| 25 | 26 | 27 | 28 | 29 | 30 |    |

| Пн | Вт | Ср | Чт | Пт | Сб | Вс |
|    |    |    |    |    |    | 1  |
| 2  | 3  | 4  | 5  | 6  | 7  | 8  |
| 9  | 10 | 11 | 12 | 13 | 14 | 15 |
| 16 | 17 | 18 | 19 | 20 | 21 | 22 |
| 23 | 24 | 25 | 26 | 27 | 28 | 29 |
| 30 | 31 |    |    |    |    |    |

| Пн | Вт | Ср | Чт | Пт | Сб | Вс |
|    |    | 1  | 2  | 3  | 4  | 5  |
| 6  | 7  | 8  | 9  | 10 | 11 | 12 |
| 13 | 14 | 15 | 16 | 17 | 18 | 19 |
| 20 | 21 | 22 | 23 | 24 | 25 | 26 |
| 27 | 28 | 29 | 30 | 31 |    |    |

| Пн | Вт | Ср | Чт | Пт | Сб | Вс |
|    |    |    |    |    | 1  | 2  |
| 3  | 4  | 5  | 6  | 7  | 8  | 9  |
| 10 | 11 | 12 | 13 | 14 | 15 | 16 |
| 17 | 18 | 19 | 20 | 21 | 22 | 23 |
| 24 | 25 | 26 | 27 | 28 | 29 | 30 |

| Пн | Вт | Ср | Чт | Пт | Сб | Вс |
| 1  | 2  | 3  | 4  | 5  | 6  | 7  |
| 8  | 9  | 10 | 11 | 12 | 13 | 14 |
| 15 | 16 | 17 | 18 | 19 | 20 | 21 |
| 22 | 23 | 24 | 25 | 26 | 27 | 28 |
| 29 | 30 | 31 |    |    |    |    |

| Пн | Вт | Ср | Чт | Пт | Сб | Вс |
|    |    |    | 1  | 2  | 3  | 4  |
| 5  | 6  | 7  | 8  | 9  | 10 | 11 |
| 12 | 13 | 14 | 15 | 16 | 17 | 18 |
| 19 | 20 | 21 | 22 | 23 | 24 | 25 |
| 26 | 27 | 28 | 29 | 30 |    |    |

| Пн | Вт | Ср | Чт | Пт | Сб | Вс |
|    |    |    |    |    | 1  | 2  |
| 3  | 4  | 5  | 6  | 7  | 8  | 9  |
| 10 | 11 | 12 | 13 | 14 | 15 | 16 |
| 17 | 18 | 19 | 20 | 21 | 22 | 23 |
| 24 | 25 | 26 | 27 | 28 | 29 | 30 |
| 31 |    |    |    |    |    |    |

## События

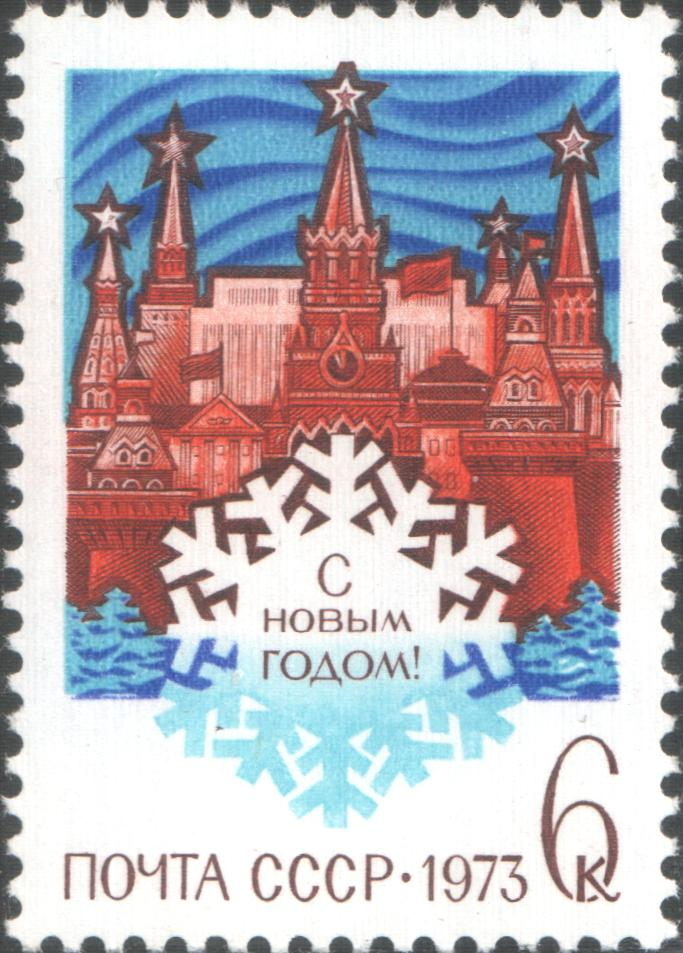
Почтовая марка СССР

### Январь
- 1 января — вхождение Великобритании, Ирландии и Дании в ЕЭС.
- 3 января — Президиум Верховного Совета СССР принял указ об уголовной ответственности за угон воздушного судна[1].
- 16 января — после мягкой посадки на поверхность Луны в восточную часть Моря Ясности советской межпланетной станции «Луна-21» в путешествие по спутнику Земли отправился «Луноход-2».
- 17 января — Фердинанд Маркос провозглашён пожизненным президентом Филиппин.
- 20 января — вступление Ричарда Никсона в должность президента США на 2-й срок.
- 20 января — в Конакри (Гвинея) агентами ПИДЕ организовано убийство Амилкара Кабрала, лидера борьбы за независимость Португальской Гвинеи.
- 21 января — катастрофа Ан-24 под Пермью, погибли 39 человек.
- 22 января — Верховным Судом США легализованы аборты[2].
- 25 января — в Бельгии сформировано новое коалиционное правительство во главе с Эдмоном Лебюртоном[3].
- 27 января — подписано Парижское соглашение о прекращении войны и восстановлении мира во Вьетнаме.
- 28 января — президентом Сенегала в 4-й раз избран Леопольд Седар Сенгор (на безальтернативной основе).
- 31 января — президент Египта Анвар Садат провозгласил «демократию чрезвычайного положения», заявив, что будет всячески подавлять оппозицию, не отказываясь от демократизации страны.

### Февраль
- 8 февраля — архиепископ Макариос III третий раз переизбран президентом Кипра (на безальтернативной основе). Вице-президентом избран Рауф Денкташ.
- 11 февраля — президентом Парагвая переизбран Альфредо Стресснер (84,7 % голосов).
- 12 февраля — девальвация доллара США на 10 %[4].
- 19 февраля — катастрофа Ту-154 в Праге, погибли 66 человек.
- 21 февраля
  - В Лаосе подписано Соглашение о восстановлении мира и достижении национального согласия, предусматривавшее полное и единовременное прекращение огня на всей территории страны с 22 февраля.
  - Над Синайским полуостровом двумя перехватчиками израильских ВВС сбит отклонившийся от курса лайнер Боинг 727 Ливийских Арабских авиалиний рейса 114 Бенгази — Каир. Погибли 108 человек[5][6].
- 27 февраля
  - Американские индейцы захватили посёлок Вундед-Ни на территории индейской резервации Пайн-Ридж в штате Южная Дакота, который удерживали 71 день в осаде со стороны федеральных сил (ФБР, полиция и армия). Самое громкое выступление современных индейцев США за свои права.
  - На выборах в Национальное собрание Южной Кореи победила правящая Демократическая республиканская партия (73 места из 113).
- 28 февраля 
  - На парламентских выборах в Ирландии победила оппозиционная коалиция Фине гэл и лейбористской партии.
  - Катастрофа Як-40 под Семипалатинском, погибли 32 человека.

### Март
- 2 марта — при обмене документов членов КПСС по традиции партийный билет № 1 выписан В. И. Ленину, а № 2 — генеральному секретарю ЦК, Л. И. Брежневу[7].
- 4 марта — на выборах в Национальный конгресс (парламент) Чили победил правоконсервативный блок «Конфедерация за демократию» (CODE), получивший 87 мест из 150 в парламенте.
- 7 марта — парламентские выборы в Бангладеш. Победила правящая левоцентристская Народная лига премьер-министра Муджибура Рахмана[8].
- 11 марта
  - Первые, после 10-летнего перерыва, выборы в Аргентине. Победу одержал Хустисиалистский фронт освобождения и его лидер Эктор Хосе Кампора.
  - После 2-го тура парламентских выборов во Франции (1-й состоялся 4 марта) абсолютное большинство получила UDR, партия голлистов.
- 12 марта
  - На референдуме в Сирии принята новая конституция страны, провозгласившая Сирийскую Арабскую Республику социалистическим, народно-демократическим государством[9].
  - Малайзия объявила о выходе из Азиатско-Тихоокеанского совета[10].
- 16 марта — в Боливии восстановлено действие Закона о безопасности государства, предусматривавшего до 30 лет тюремного заключения за «политические преступления»[11].
- 22 марта
  - Президентом Чехословакии переизбран Людвик Свобода.
  - Президентом Индонезии переизбран генерал Сухарто.
- 27 марта — новое правительство Египта возглавил президент Анвар Садат.
- 29 марта — завершены вывод вооружённых сил США из Южного Вьетнама и передача правительством ДРВ американским властям всех лиц, взятых в плен, из числа военного и гражданского персонала США[12].

### Апрель
- 4 апреля — открытие Всемирного торгового центра в Нью-Йорке.
- 5 апреля — новое правительство Франции вновь возглавил Пьер Мессмер.
- 6 апреля — президентом Турции избран Фахри Корутюрк.
- 8 апреля — президентом Бангладеш переизбран Абу Сайед Чоудхури.
- 9-10 апреля — операция израильских спецслужб по физической ликвидации ряда руководителей палестинских военизированных организаций в Бейруте.
- 10 апреля — правительство Ливана во главе с Саибом Саламом ушло в отставку. Новое правительство 25 апреля сформировал Амин аль-Хафез.
- 12 апреля — король Свазиленда Собхуза II взял всю полноту власти в стране и объявил об отмене конституции, роспуске Национальной ассамблеи и запрете политических партий.
- 15 апреля — сформировано новое правительство Турции во главе с Наимом Талу.
- 22 апреля — армия Конго уничтожила в районе Боко партизанский отряд Анжа Диавары.
- 27 апреля — Пленум ЦК вывел из состава членов Политбюро ЦК КПСС Г. И. Воронова и П. Е. Шелеста. Членами Политбюро были избраны председатель КГБ Ю. В. Андропов, министр обороны СССР А. А. Гречко и министр иностранных дел СССР А. А. Громыко.

### Май
- 1 мая — в Великобритании прошла антиправительственная забастовка, в которой приняли участие около 1,6 млн трудящихся.
- 6 мая — после 5-месячного правительственного кризиса в Голландии сформировано пятипартийное правительство во главе с социалистом Йоп ден Ойлом[12].
- 8 мая — прекращена осада посёлка Вундед-Ни, начатая 27 февраля; по подписанному соглашению индейцы обязались сдать оружие, а федеральные власти — провести расследование положения индейской общины оглала и злоупотреблений местных властей.
- 10 мая — основан Народный фронт за освобождение Сегиет-эль-Хамра и Рио-де-Оро (Полисарио), провозгласивший своей целью борьбу за независимость Западной Сахары, бывшей на тот момент колонией Испании.
- 11 мая — катастрофа Ил-18 под Семипалатинском.
- 14 мая — запуск американской орбитальной станции «Скайлэб» (сошла с орбиты и разрушилась 11 июля 1979 года).
- 15 мая — на парламентских выборах в Сьерра-Леоне победила правящая партия Всенародный конгресс.
- 16 мая — в Москве подписано соглашение о сотрудничестве между СЭВ и Финляндией.
- 17 мая — взрыв на борту самолёта Ту-104 авиарейса Москва—Чита при попытке его захвата. Погиб 81 человек[13]. После этого случая в СССР прекращено милицейское сопровождение авиарейсов.
- 18 мая — однопартийные парламентские выборы в Камеруне.
- 21-23 мая — восстание в тюрьме Спач в Албании.
- 24 мая 
  - Подписано соглашение Ирана с Международным нефтяным консорциумом о переходе контроля над нефтяной промышленностью страны в руки Иранской национальной нефтяной компании и о поставках гарантированного количества сырой нефти компаниям-участницам консорциума в течение 20 лет[14].
  - В Албании расстреляны лидеры восстания в тюрьме Спач — Паль Зефи, Хайри Пашай, Дервиш Бейко, Скендер Дайя.
- 25 мая — старт экипажа орбитальной станции Скайлэб-2 («Аполлон»-18) (США), приземление 22 июня. Экипаж — Чарльз Конрад, Джозеф Кервин, Пол Уайтц. Первый долговременный экипаж космической станции «Скайлэб».
- 25-26 мая — на выборах в Народный совет Сирии (парламент) победил Национальный прогрессивный фронт во главе с партией Баас.
- 26 мая — новое правительство Иордании возглавил Зайд ар-Рифаи.
- 27 мая
  - СССР присоединился к Всемирной (Женевской) конвенции об авторском праве. Отныне на все выходящие в СССР произведения начинает ставиться значок копирайта — буква «С» в кружочке с указанием автора.
  - в результате катастрофы автобуса под г. Балаково (Саратовская область) погибли 54 человека.
- 30 мая — на президентских выборах в Ирландии победил кандидат оппозиционной партии Фианна Файл Эрскин Чайлдерс.

### Июнь
- 1 июня — в Греции низложен находящийся в изгнании король Константин II. Временным президентом объявленной президентской республики стал Георгиос Пападопулос.
- 3 июня — Катастрофа Ту-144 под Парижем, погибло 14 человек.
- 8 июня — в Испании впервые за 34 года, прошедшие после Гражданской войны, каудильо Франсиско Франко назначил председателя Совета Министров Испании — адмирала Луиса Карреро Бланко[15].
- 8 июня — в СССР принят указ о правах милиции.
- 14 июня — в результате столкновения советской атомной подводной лодки «К-56» и научно-исследовательского судна промысловой разведки «Академик Берг» погибли 27 подводников.[16][17].
- 18—25 июня — визит в США Л. И. Брежнева. Подписан ряд соглашений, в том числе Соглашение о предотвращении ядерной войны (22 июня)[18].
- 21 июня — назначен новый премьер-министр Ливана — Такиэддин ас-Сольх (сформировал правительство 8 июля)[19].
- 24 июня
  - В Монголии в условиях однопартийности и безальтернативности состоялись выборы в Великий народный хурал.
  - В Народной Республике Конго состоялся референдум, на котором одобрена новая конституция страны и выборы депутатов Национального собрания[18].
  - По приказу президента Чада Франсуа Томбалбая по обвинению в заговоре арестован командующий армией Феликс Маллум.
- 25 июня — президентом Ирландии избран Э. Г. Чайлдерс.
- 26 июня — на космодроме Плесецк в результате взрыва ракеты-носителя «Космос-3М» во время заправки погибло 9 человек.
- 27 июня — государственный переворот в Уругвае. Президент Хуан Бордаберри, поддержанный руководством армии, объявил о роспуске парламента и замене его Государственным советом.
- 29 июня — попытка переворота в Чили во главе с подполковником Роберто Супером.

### Июль
- 1 июля — на парламентских выборах в Мексике правящая Институционно-революционная партия получила 77,4 % голосов и 189 из 231 места в Палате депутатов[18].
- 4 июля — в результате катастрофы самолёта Ил-14 при подлёте к Шахтёрску (Сахалин) погибли 18 человек.
- 5 июля — в результате военного переворота в Руанде смещён первый президент страны Грегуар Кайибанда, власть перешла к Национальному комитету мира и единства во главе с министром национальной гвардии генерал-майором Жювеналем Харьяриманой.
- 7 июля — в Италии сформировано левоцентристское правительство во главе с Мариано Румором.
- 10 июля — бывшая британская колония Багамские острова стала независимой. Первым премьер-министром страны стал Линден Пиндлинг.
- 12 июля — принята новая конституция Экваториальной Гвинеи, провозгласившая её Демократической народной республикой.
- 14 июля — Национальный конгресс Аргентины принял отставку президента страны Эктора Кампоры. Временным президентом стал Рауль Ластири.
- 16 июля — новым премьер-министром Непала назначен Наджендра Прасад Риджал.
- 17 июля
  - В результате военного переворота в Афганистане к власти пришёл Мухаммед Дауд. Страна провозглашена республикой.
  - На парламентских выборах в Гайане победила правящая партия Народный национальный конгресс (37 мест из 53).
- 19 июля — в СССР приняты Основы законодательства о народном образовании. Введены в действие с 1 января 1974 года[20].
- 20 июля — Франция заявила о прекращении ядерных испытаний на атолле Муруроа.
- 21 июля — в СССР произведён запуск АМС «Марс-4» для комплексного исследования Марса. Из-за дефектов в электронике тормозные двигатели не сработали и АМС пролетела мимо планеты на расстоянии 2200 км. Впервые была передана информация по обнаруженной ионосфере планеты.
- 25 июля — в СССР произведён запуск АМС «Марс-5» для комплексного исследования Марса. Успешно вышла на орбиту планеты, однако из-за разгерметизации приборного отсека проработала только 17 суток[21].
- 27 июля — боевиками ультраправых террористических группировок «Патриа и либертад» и «Командо Роландо Матус» убит военно-морской адъютант президента Чили Сальвадора Альенде, капитан первого ранга Артуро Арайя. Это убийство ускорило захват управления чилийской армией заговорщиками, что впоследствии обусловит успех военного переворота.
- 28 июля — старт корабля («Аполлон»-19) США с миссией «Скайлэб-3». Экипаж — Алан Бин, Джек Лаусма, Оуэн Гэрриотт. Второй долговременный экипаж американской космической станции «Скайлэб».
- 29 июля — в Греции прошёл референдум о конституционных изменениях. В результате страна официально стала президентской республикой.
- Дэвидом Рокфеллером основана Трёхсторонняя комиссия.

### Август
- 5 августа — в СССР произведён запуск АМС «Марс-6» для комплексного исследования Марса с орбиты, и обеспечения связи с посадочными модулями.
- 9 августа — в СССР произведён запуск АМС «Марс-7» для комплексного исследования Марса. Из-за нарушения в работе одной из бортовых систем станция прошла около планеты на расстоянии 1300 км от её поверхности.
- 10 августа — парламент Пакистана избрал новым президентом страны Фазала Чоудхури. Ранее занимавший этот пост Зульфикар Али Бхутто 12 сентября избран премьер-министром.
- 11—24 августа — премьера телефильма «Семнадцать мгновений весны» на Центральном телевидении СССР.
- 15 августа — конгресс США принял закон о прекращении военных действий в Лаосе и Камбодже.
- 17 августа — президент Чили Сальвадор Альенде на основании донесения разведки отправил в отставку главнокомандующего ВВС и министра общественных работ и транспорта генерала Сесара Руиса. Его место занял заговорщик генерал Густаво Ли Гусман.
- 20 августа — в Лаосе отряд генерала Тхао Ма на рассвете переправился из Таиланда и захватил аэропорт, радиостанцию и национальный банк во Вьентьяне. Попытка переворота подавлена.
- 22 августа — в Чили президент Сальвадор Альенде назначил главнокомандующим сухопутными войсками генерала Аугусто Пиночета, также принимавшего участие в военном заговоре. Парламент Чили по инициативе ХДП принял «Соглашение палат», в котором обвинил правительство Альенде в намерении установить тоталитарный режим.
- 23 августа — захват заложников в Стокгольме, давший имя «стокгольмскому синдрому».

### Сентябрь

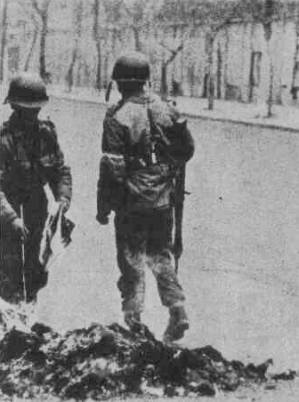
Военный переворот 11 сентября в Чили. Солдаты жгут политическую литературу, журналы и газеты

- 1 сентября — правительство Ливии объявило о национализации 51 % активов всех иностранных нефтяных компаний в стране[22].
- 9 сентября — в Португалии в г. Эвора офицеры португальской армии создают тайную организацию «Движение капитанов».
- 9—10 сентября — на выборах в Стортинг (парламент) Норвегии победил левоцентристский блок партий, получивший 78 мест из 155.
- 11 сентября — военный переворот в Чили. Правительство и президент от левого блока «Народное единство» Сальвадор Альенде свергнуты, С. Альенде совершил самоубийство, приход к власти военной хунты во главе с генералом Пиночетом. Прекращение проекта Киберсин.
- 14 сентября
  - Городам Керчи и Новороссийску присвоены звания Город-герой.
  - В Лаосе подписан Протокол к Соглашению о восстановлении мира (от 21 февраля 1973 года), предусматривающий формирование коалиционного правительства и учреждение Национального политического коалиционного совета[23].
- 15 сентября — королём Швеции стал 27-летний Карл XVI Густаф (Carl XVI Gustaf).
- 16 сентября
  - На выборах в риксдаг (парламент) Швеции правящая Социал-демократическая рабочая партия осталась у власти, получив 156 мандатов из 350.
  - Военные власти Чили сообщают об обнаружении так называемого «Плана Z[исп.]» (якобы предусматривавшим установление в стране диктатуры пролетариата и уничтожение оппозиции правительству, назначенные на 17—19 сентября 1973 года), разработанном правительством Сальвадора Альенде. На следующий день генерал Пиночет заявил, что Альенде намеревался уничтожить около миллиона чилийцев. Позже было признано, что такого плана в действительности не существовало и он был сфабрикован самой хунтой.
- 18 сентября — в ООН приняты ФРГ, ГДР и Содружество Багамских Островов.
- 21 сентября — военные в Чили декретом-законом № 27 распускают Национальный конгресс.
- 22 сентября — СССР разорвал дипломатические отношения с Чили.
- 23 сентября — на досрочных президентских выборах в Аргентине победил кандидат Хустисиалистского фронта освобождения Хуан Доминго Перон.
- 24 сентября — Национальное народное собрание Гвинеи-Бисау, собравшееся в освобождённом районе Мадина-ду-Боэ, провозгласило создание независимой Республики Гвинея-Бисау. Председателем Госсовета избран Луиш Кабрал, председателем Совета государственных комиссаров (премьер-министром) — Франсишку Мендеш[24].
- 27-29 сентября — полёт космического корабля Союз-12. Экипаж — В. Г. Лазарев, О. Г. Макаров.

### Октябрь
- 3 октября — Катастрофа Ан-12 под Магаданом, погибли 10 человек.
- 3 октября — Народная палата ГДР избрала председателем Государственного совета Вилли Штофа и председателем Совета Министров Хорста Зиндермана.
- 6 октября — 24 октября — арабо-израильская «Война Судного дня»
- 8 октября — 11 ноября — дипломатические отношения с Израилем разорвали 20 африканских государств[25].
- 12 октября — в Лаосе в соответствии с Соглашением о восстановлении мира подразделения Патриотического фронта Лаоса, контролируемого НРПЛ, вошли в столицу страны Вьентьян.
- 13 октября — Катастрофа Ту-104 под Подольском, погибли 122 человека.
- 14 октября
  - Король Таиланда Пхумипон Адульядет после двухдневных массовых антиправительственных выступлений населения отправил в отставку премьер-министра фельдмаршала Т. Киттикачона и назначил вместо него С. Тхаммасака.
  - После парламентских выборов новое правительство Норвегии возглавил лидер Норвежской рабочей партии Трюгве Браттели.
- 17 октября — в Кувейте прошло совещание министров нефти 10 арабских стран. Принято решение начать сокращение добычи нефти ежемесячно на 5 % вплоть до полного вывода израильских войск с оккупированных в ходе «Войны Судного дня» территорий. 18-22 октября прекратились поставки нефти в США, а затем в Нидерланды[26]. Начало Нефтяного кризиса.
- 23 октября — Совет Безопасности ООН принял резолюцию № 338 о прекращении огня в Войне Судного дня и возвращении войск сторон на позиции, которые они занимали 22 октября.
- 28 октября — в Португалии проходят последние при режиме Марселу Каэтану парламентские выборы. Оппозиция к выборам не допущена, побеждает правящая партия «Национальное народное действие».

### Ноябрь
- 9 ноября — королевское правительство Камбоджи переведено из Пекина в освобождённый район Камбоджи. Заместитель премьер-министра Кхиеу Сампхан назначен и. о. премьера.
- 11 ноября — представителями Израиля и Египта подписан протокол о соблюдении прекращения огня и возвращении войск на позиции, которые они занимали до «Войны Судного дня».
- 16 ноября — старт корабля («Аполлон»-20) США с миссией «Скайлэб-4» (приземление 8 февраля 1974 года). Экипаж — Джеральд Карр, Эдвард Гибсон, Уильям Поуг. Третий и последний долговременный экипаж американской космической станции «Скайлэб».
- 17 ноября — Восстание в Афинском Политехническом университете против военной хунты «Чёрных полковников».
- 25 ноября — военный переворот в Греции. Новым президентом стал Федон Гизикис, премьер-министром — Адамандиос Андруцопулос.
- 25 ноября — Генеральная Ассамблея ООН приняла Международную конвенцию о пресечении преступления апартеида и наказании за него[27].
- 28 ноября — самолёт ВВС Ирана «RF-4C», осуществлявший разведывательное задание в рамках американско-иранской программы Project Dark Gene[28], нарушил воздушное пространство СССР над территорией Азербайджана и был сбит тараном советским «МиГ-21СМ» (первый в истории авиации таран на сверхзвуковом самолете). Советский пилот, капитан Г. Н. Елисеев, погиб, экипаж «RF-4C» (полковник ВВС США и майор ВВС Ирана[29]) катапультировался, был задержан пограничниками и 14 декабря обменены на советских разведчиков. Г. Н. Елисееву посмертно было присвоено звание Героя Советского Союза[30].

### Декабрь
- 4 декабря — в Дании прошли внеочередные парламентские выборы. Вместо левоцентристского социал-демократического правительства к власти пришла либерально-консервативная коалиция.
- 5 декабря — президентом Замбии переизбран Кеннет Каунда.
- 9 декабря — на всеобщих выборах в Венесуэле президентом избран Карлос Андрес Перес (48,7 % голосов)).
- 18-26 декабря — полёт космического корабля Союз-13. Экипаж — П. И. Климук, В. В. Лебедев.
- 20 декабря — в результате организованного ЭТА покушения убит глава правительства Испании Луис Карреро Бланко.
- 24 декабря — ушёл в отставку президент Бангладеш Абу Сайед Чоудхури, и. о. президента стал Мухаммед Мохаммадулла.
- 31 декабря
  - В Израиле состоялись выборы в кнессет. Победила правящая коалиция во главе с Г. Меир.
  - Основана музыкальная рок-группа AC/DC
- В декабре Рижский вагоностроительный завод построил первый электропоезд ЭР200.

## Искусство

### Кино
См. также: 1973 год в кино
- 11 августа — в СССР начался премьерный показ телесериала «Семнадцать мгновений весны».
- На экраны СССР выходят фильмы, ставшие впоследствии любимыми и широко известными:
  - «В бой идут одни „старики“» Леонида Быкова.
  - «Иван Васильевич меняет профессию» Леонида Гайдая.
  - «Калина красная» Василия Шукшина.
  - «Тихоня» Михаила Израилева.
- На мировые экраны выходят фильмы:
  - «Американские граффити» (США) Джорджа Лукаса.
  - «Злые улицы» (США) Мартина Скорсезе.
  - «Алиса в городах» (ФРГ) Вима Вендерса.
  - «Афера» (США) Джорджа Роя Хилла.
  - «Амаркорд» (Италия — Франция) Федерико Феллини.
  - «Большая жратва» (Италия — Франция) Марко Феррери.
  - «Турецкие наслаждения» (Нидерланды) Пола Верховена.
  - «Сцены из супружеской жизни» (Швеция) Ингмара Бергмана.

### Театр
- 20 октября — Королева Великобритании Елизавета II открыла здание Сиднейской оперы.

### Музыка
- Состоялся концерт американского певца Элвиса Пресли «Aloha From Hawaii».
- Вышел альбом The Dark Side of the Moon группы Pink Floyd.
- Квартет СКАЗ год основания коллектива.
- В группу Deep Purple приходит бас-гитарист Glenn Hughes (Глен Хьюз).
- Вышел дебютный альбом группы Aerosmith.
- Вышел первый одноимённый альбом группы Queen.
- Название песни «1973» исполнитель James Blunt.
- Сформировалась рок-группа Kiss.

## Персоны года
Человек года по версии журнала Time — Джон Сирика, американский судья.

## Родились
См. также: Категория:Родившиеся в 1973 году

### Январь
- 2 января — Люси Дэвис, английская актриса.
- 2 января — Лайя Маруль, испанская актриса.
- 8 января — Ирина Славина, российский журналист.
- 9 января — Анджела Беттис, американская актриса, кинорежиссёр и кинопродюсер.
- 11 января — Иоанна Бродзик, польская актриса кино, театра и телевидения.
- 16 января — Эрико Тамура, японская актриса и певица.
- 19 января — Евгений Садовый, советский и российский пловец, трёхкратный олимпийский чемпион.
- 23 января — Мария Цац, российская певица.
- 26 января
  - Брендан Роджерс, североирландский футболист, тренер.
  - Дженнифер Кристал-Фоли, американская актриса.
- 31 января — Порша де Росси, австралийско-американская актриса.

### Февраль
- 2 февраля
  - Марисса Джэрет Винокур, американская актриса, певица и телеведущая.
  - Мария Жукова, российская актриса.
- 3 февраля — Андрей Чернышов, российский актёр театра и кино, телеведущий.
- 4 февраля — Оскар Де Ла Хойя, американский боксёр и промоутер.
- 6 февраля 
  - Ирина Гринёва, российская актриса театра и кино.
  - Андрей Князев, рок-музыкант. Основатель, один из двух фронтменов и вокалистов (вместе с Михаилом Горшенёвым) панк-рок-группы «Король и Шут».
- 7 февраля — Ирина Бьёрклунд, финская актриса.
- 9 февраля — Светлана Богинская, советская и белорусская гимнастка, трёхкратная олимпийская чемпионка.
- 11 февраля
  - Варг Викернес, норвежский музыкант, создатель и единственный участник блэк-металической группы Burzum.
  - Чон До Ён, южнокорейская актриса
- 12 февраля
  - Тара Стронг, канадско-американская комедийная актриса, актёр озвучивания, музыкант и певица.
  - Яна Троянова, российская актриса театра и кино.
- 15 февраля
  - Агриппина Стеклова, актриса театра и кино. Заслуженная артистка России (2008).
  - Алекс Борштейн, американская актриса кино и телевидения, актриса озвучивания, сценарист и продюсер.
  - Сара Уинтер, австралийская актриса.
- 18 февраля
  - Ирина Лобачёва, российская фигуристка (танцы на льду).
  - Ванесса Бауче, известная мексиканская актриса, певица, телеведущая, писательница и промоутер культурных и телевизионных проектов и реалити-шоу.
- 20 февраля — Андреа Сэвадж, американская комедийная актриса, сценарист и телевизионный продюсер.
- 24 февраля — Марта Хулия, известная мексиканская актриса, звезда мексиканских теленовелл.
- 26 февраля
  - Андре Таннебергер (ATB), немецкий музыкант и DJ.
  - Эринн Бартлетт, американская актриса и фотомодель.
- 28 февраля — Ли Бинбин, китайская актриса.

### Март
- 3 марта — Элисон Кинг, английская актриса.
- 10 марта — Ева Герцигова, чешская топ-модель и актриса.
- 14 марта — Бетси Брандт, американская телевизионная актриса
- 17 марта
  - Сергей Стиллавин, российский теле- и радиоведущий.
  - Амелия Хейнл, американская актриса
  - Кэролайн Корр, ирландская певица, автор песен.
- 19 марта 
  - Оксана Коростышевская, российская актриса театра и кино.
  - Александр Балунов — российский рок-музыкант, бывший бас-гитарист и один из основателей хоррор-панк группы «Король и Шут». Автор книг о группе и её участниках.
- 20 марта — Джейн Марч, британская киноактриса
- 23 марта
  - Радмила Щёголева, украинская и российская актриса театра и кино, телеведущая, известна как «Геля» из СВ-шоу.
  - Муш Филлипс, австралийская актриса.
- 24 марта
  - Андрей Мерзликин, российский актёр театра и кино.
  - Александр Маракулин, российский актёр и певец, который по большей части принимает участие в мюзиклах.
- 27 марта — Агнешка Дыгант, польская актриса театра и кино

### Апрель
- 2 апреля — Розалин Санчес, американская певица, актриса пуэрто-риканского происхождения.
- 3 апреля — Адам Скотт, американский актёр.
- 5 апреля — Элоди Буше, французская актриса.
- 6 апреля
  - Лори Хёринг, американская актриса.
  - Риэ Миядзава, японская модель и актриса.
- 8 апреля
  - Эмма Коулфилд, американская актриса.
  - Александр Щиголев — российский рок-музыкант, ударник рок-группы «Северный Флот», в прошлом один из сооснователей, участник (барабанщик) рок-

группы «Король и Шут».
- 10 апреля
  - Робе́рто Ка́рлос да Си́лва Ро́ша — бразильский футболист

- 11 апреля — Дженнифер Эспозито, американская актриса и танцовщица итальянского происхождения.
- 12 апреля — Кристина Мур, американская актриса.
- 13 апреля — Сергей Шнуров, советский рок-музыкант, лидер группы «Ленинград».
- 14 апреля — Эдриен Броуди, американский актёр, продюсер.
- 24 апреля
  - Оксана Охлобыстина, советская и российская киноактриса, сценарист.
  - Джули Кокс, английская актриса.
- 26 апреля — Эрика Макдермотт, американская актриса.
- 27 апреля — Фыонг Тхань, вьетнамская певица и киноактриса.
- 28 апреля — Элизабет Рём, американская актриса.

### Май
- 5 мая — Тина Йотерс, американская актриса и певица
- 11 мая — Марк Невелдин, американский кинорежиссёр, продюсер, сценарист и кинооператор.
- 14 мая
  - Натали Эпплтон, канадская поп-певица и актриса.
  - Индира Варма, английская актриса.
- 15 мая — Елена Морозова, советская и российская актриса, лауреат Молодёжной премии «Триумф» (2002), театральной премии «Чайка» (2005).
- 16 мая — Тори Спеллинг, американская актриса, сценарист, продюсер и писатель.
- 17 мая
  - Екатерина Редникова, советская и российская актриса театра и кино.
  - Саша Александр, американская актриса.
  - Натали Браун, канадская телевизионная актриса.
  - Станислав Дужников, российский актёр театра, кино, телевидения и дубляжа.
- 20 мая — Дайя Вайдя, непало-американская актриса.
- 23 мая
  - Елена Неклюдова, российская певица.
  - Клаудия Ортега, мексиканская актриса
- 24 мая — Руслана Лыжичко, украинская певица, автор-исполнитель и продюсер.
- 25 мая — Молли Симс, американская топ-модель и актриса.
- 28 мая — Мария Миронова, российская актриса кино и театра.
- 31 мая — Наташа Королёва, советская и российская эстрадная певица.

### Июнь
- 1 июня — Хайди Клум, немецкая супермодель, актриса.
- 4 июня — Мишель Хикс, американская актриса.
- 5 июня — Анатолий Кот, российский и белорусский актёр театра и кино.
- 7 июня — Лекса Дойг, канадская актриса.
- 9 июня
  - Лаура Понте, испанская актриса и фотомодель.
  - Киша Шарп, американская актриса.
- 14 июня
  - Светлана Ражнатович, сербская поп-певица, также известная под псевдонимом «Цеца».
  - Кандела Пенья, испанская актриса.
- 18 июня — Жюли Депардьё, французская киноактриса
- 19 июня
  - Летисия Спилер, бразильская актриса.
  - Чела Хорсдэл, канадская актриса.
- 20 июня — Мария Аниканова, российская актриса театра и кино, заслуженная артистка России.
- 21 июня — Джульетт Льюис, американская актриса.
- 22 июня — Трэйси Мельхиор, американская актриса мыльных опер.
- 23 июня — Янина Колесниченко, российская актриса театра и кино, заслуженная артистка РФ (2006).
- 26 июня
  - Гретхен Уилсон, американская певица, автор песен, гитаристка и актриса.
  - Ребекка Бьюдиг, американская телевизионная актриса.
- 28 июня — Илья Лазаренко, советский политик национал-демократического направления, публицист.
- 30 июня — Андрей Кондрашов, российский журналист, телеведущий, политический обозреватель ВГТРК.

### Июль
- 1 июля — Людмила Татарова, российская театральная актриса, заслуженная артистка России (2008).
- 3 июля — Патрик Уилсон, американский актёр, продюсер.
- 4 июля
  - Гакуто Камуи, японский певец.
  - Марисса Макмэхон, американская актриса и кинопродюсер.
- 5 июля — Андрей Зибров, российский актёр театра и кино.
- 8 июля — Кэтлин Робертсон, канадская актриса.
- 10 июля — Энни Мумоло, американская сценаристка, продюсер, актриса и комедиантка.
- 13 июля — Роберто Мартинес, испанский футболист и тренер.
- 14 июля — Кандела Пенья, испанская актриса.
- 15 июля — Джон Долмаян, барабанщик американской рок-группы «System of a Down».
- 18 июля — Аврора, российская телеведущая, актриса, фотомодель.
- 21 июля — Эли Ландри, американская актриса, фотомодель, Мисс США 1996.
- 24 июля — Ана Криштина де Оливейра, португальская актриса и модель.
- 26 июля — Кейт Бекинсейл, британская актриса.
- 27 июля — Трейси Шоу, английская актриса и певица.
- 30 июля — Варвара, российская певица.
- 31 июля — Олег Винник, украинский певец.

### Август
- 4 августа — Вера Цвиткис, российская актриса театра.
- 6 августа — Вера Фармига, американская актриса, кинорежиссёр.
- 7 августа — Михаил Горшенёв, рок-музыкант, основатель, один из двух фронтменов и вокалистов (вместе с Андреем Князевым) панк-рок-группы «Король и Шут». (ум. в 2013).
- 9 августа — Александр Пономарёв, украинский эстрадный певец, народный артист Украины (2006).
- 12 августа — Ричард Рид, британский террорист, организатор неудачного подрыва рейса 63 American Airlines.
- 13 августа
  - Алексей Ивакин, российский писатель, военный историк.
  - Олеся Жураковская, украинская актриса театра и кино.
- 14 августа — Роман Боринже, французская актриса.
- 16 августа — Юлия Высоцкая, российская актриса и телеведущая.
- 18 августа — Ольга Кузина, актриса театра и кино, заслуженная артистка России (2006).
- 19 августа — Тасма Уолтон, австралийская актриса.
- 21 августа — Сергей Брин, американский предприниматель и учёный в области вычислительной техники, информационных технологий и экономики, миллиардер, разработчик и основатель (совместно с Ларри Пейджем) поисковой системы Google.
- 22 августа
  - Кристен Уиг, американская киноактриса.
  - Хауи Дороу, певец, участник группы «Backstreet Boys».
- 26 августа — Анна Вартаньян, советская актриса театра и кино.
- 28 августа — Анастасия Светлова, российская театральная актриса.
- 29 августа — Томас Тухель, немецкий футбольный тренер.
- 30 августа — Кимберли Джозеф, австралийско-канадская актриса и телеведущая.

### Сентябрь
- 1 сентября — Полли Шеннон, канадская актриса.
- 3 сентября — Дженнифер Пейдж, американская певица.
- 4 сентября — Стейси Санчес, американская актриса и фотомодель.
- 5 сентября — Роуз МакГоуэн, американская актриса.
- 6 сентября — Юрий Шатунов, советский певец, бывший участник популярной группы «Ласковый май» (ум. в 2022).
- 7 сентября
  - Шеннон Элизабет, американская актриса
  - Гретчен Эголф, американская актриса.
- 10 сентября — Марина Салакова, российская актриса театра, заслуженная артистка России (2008)
- 12 сентября — Пол Уокер, американский актёр (ум. в 2013).
- 13 сентября — Махима Чаудхари, индийская актриса
- 16 сентября — Александр Винокуров, казахстанский велогонщик.
- 21 сентября — Ольга Таубе, российская актриса театра и кино.
- 22 сентября
  - Мария Голубкина, советская и российская актриса.
  - Анна Коршук, российская актриса.
- 24 сентября — Сильвия Кампос, известная мексиканская актриса и певица.
- 25 сентября
  - Бриджитт Уилсон, американская актриса и певица.
  - Бриджет Марквардт, американская модель и актриса.
- 26 сентября — Мария Бонневи, шведско-норвежская актриса театра и кино.
- 29 сентября — Константин Выборнов, российский спортивный функционер, журналист, телеведущий, спортивный комментатор.

### Октябрь
- 2 октября — Андрей Данилко, украинский артист, продюсер, композитор, автор песен, режиссёр, сценарист, телеведущий, актёр. Наиболее известен под женским альтер эго «Верка Сердючка».
- 3 октября
  - Лина Хиди, британская актриса.
  - Нив Кэмпбелл, канадская актриса.
  - Кейко Аджена, американская актриса
- 7 октября — Сами Хююпия, финский футболист, тренер.
- 9 октября — Дженнифер Аспен, американская актриса
- 11 октября
  - Линда Харди, французская актриса и модель.
  - Олег Жуков, российский певец, рэпер. Известен как участник группы Дискотека Авария. (ум. в 2002)
- 18 октября — Сергей Безруков, российский актёр театра и кино.
- 31 октября — Беверли Линн, американская актриса и кинопродюсер.

### Ноябрь
- 1 ноября
  - Мария Порошина, российская актриса.
  - Руби Бхатия, канадско-индийская актриса и телеведущая
  - Айшварья Рай, индийская актриса.
- 2 ноября — Марисоль Николс, американская актриса.
- 3 ноября — Ана Милан, испанская актриса, ведущая, модель, журналист и писатель.
- 4 ноября — Татьяна Александрова, российский тележурналист, лауреат премии ТЭФИ.
- 5 ноября — Данниэлла Уэстбрук, английская актриса и телеведущая.
- 6 ноября — Андрей Максимушкин, российский писатель-фантаст.
- 7 ноября — Ким Юнджин, южнокорейская актриса кино и телевидения.
- 8 ноября — Флоренс Форести, французская актриса, комедиантка и сценарист.
- 9 ноября
  - Майя Вилккумаа, финская рок-певица.
  - Габриэль Миллер, канадская актриса и певица.
- 11 ноября — Шевваль Сам, турецкая актриса и эстрадная певица.
- 12 ноября — Рада Митчелл, австралийская актриса.
- 15 ноября — Сидни Тамиа Пуатье, американская киноактриса.
- 20 ноября
  - Амалия Мордвинова, российская актриса.
  - Анжелика Бриджес, американская модель, актриса, певица.
- 21 ноября
  - Инес Састре, испанская модель и актриса.
  - Брук Керр, американская актриса.
- 22 ноября — Элиана, бразильская актриса и певица.
- 24 ноября — Кассия Линьярес, бразильская актриса.
- 26 ноября — Кристин Бауэр, американская актриса
- 27 ноября — Саманта Харрис, американская телеведущая, журналистка, актриса и фотомодель.
- 28 ноября — Джина Тоньони, американская актриса мыльных опер.
- 29 ноября — Райан Гиггз, валлийский футболист и тренер.

### Декабрь
- 2 декабря — Моника Селеш, югославско-американская профессиональная теннисистка, бывшая первая ракетка мира.
- 3 декабря — Холли Мари Комбс, американская актриса.
- 4 декабря — Тайра Бэнкс, американская актриса и модель.
- 5 декабря — Даниэль Уинитс, американская супермодель, актриса, певица, продюсер и телеведущая.
- 8 декабря — Кори Тейлор, американский музыкант, вокалист группы «Slipknot», основатель группы «Stone Sour».
- 10 декабря
  - Арден Майрин, американская комедиантка, актриса и сценарист.
  - Габриэла Спаник, венесуэльская актриса, певица.
- 12 декабря — Кейти Кавана, английская актриса.
- 13 декабря — Кристи Кларк, американская актриса.
- 14 декабря — Тхюи Чанг, американская актриса.
- 16 декабря — Луиза Раньери, итальянская актриса.
- 18 декабря — Илья Авербух, российский фигурист.
- 22 декабря — Трейси Динвидди, американская актриса
- 24 декабря — Стефани Майер, американская писательница.
- 31 декабря — Николай Цискаридзе, российский артист балета.

## Скончались
См. также: Категория:Умершие в 1973 году
- 20 января — Амилкар Кабрал (род. 1924), руководитель борьбы за независимость Гвинеи-Бисау.
- 22 января — Линдон Джонсон (род. 1908), 36-й президент США.
- 10 марта — Роберт Сиодмак (род. 1900), немецкий и американский режиссёр.
- 11 марта — Владимир Вавилов (род. 1925), композитор, автор музыки песни «Город золотой».
- 8 апреля — Пабло Пикассо (род. 1881), испанский художник, скульптор, график, керамист и дизайнер.
- 20 апреля — Николай Симонов (род. 1901), советский актёр театра и кино, народный артист СССР (1950).
- 1 мая — Асгер Йорн (род. 1914), датский художник.
- 9 мая — Александр Иванович Соколов (род. 1918), заслуженный художник СССР.
- 20 мая — Миколас Вайткус (род. 1883), советский поэт и драматург.
- 21 мая — Иван Конев (род. 1897), советский полководец, Маршал Советского Союза.
- 10 июня — Эрих Манштейн (род. 1887), немецкий генерал-фельдмаршал, участник Первой и Второй мировых войн.
- 13 июня — Михаил Гришко, советский оперный певец, народный артист СССР.
- 20 июля — Брюс Ли (род. 1940), мастер восточных единоборств, американский и гонконгский актёр, режиссёр, постановщик боевых сцен.
- 20 июля — Михаил Исаковский (род. 1900), советский поэт, автор слов многих известных песен («Катюша», «Дан приказ ему — на Запад…» и др.).
- 20 июля — Йоро Диаките (род. 1932), малийский политический и военный деятель.
- 28 июля — Мэри Эллен Чейз (род. 1887), американский писатель, учёный и педагог.
- 1 августа — Вальтер Ульбрихт (род. 1893), многолетний руководитель ГДР.
- 2 сентября — Джон Рональд Руэл Толкин (род. 1892), британский писатель, автор знаменитой трилогии «Властелин колец».
- 11 сентября — Сальвадор Альенде (род. 1908), президент Чили.
- 16 сентября — Виктор Хара (род. 1932), чилийский певец.
- 20 сентября — Лидия Русланова (род. 1900), певица, исполнительница советских народных песен.
- 23 сентября — Пабло Неруда (род. 1904), чилийский поэт, лауреат Нобелевской премии.
- 18 октября — Лео Штраус, историк политической философии, культуролог, главный идеолог неоконсерватизма.
- 21 октября — Андрей Абрикосов (род. 1906), советский актёр театра и кино, народный артист СССР.
- 26 октября — Семён Будённый (род. 1883), участник Гражданской и Великой Отечественной войны, один из первых Маршалов Советского Союза.
- 9 декабря — Лютфали Абдуллаев (род. 1914), советский актёр, народный артист СССР.
- 24 декабря — Борис Корнеев (род. 1922), советский живописец и педагог, заслуженный художник СССР.
- 25 декабря — Исмет Инёню (род. 1884), турецкий военачальник и политик, второй президент Турции.

## Нобелевские премии
- Физика — Брайан Дэвид Джозефсон — «За теоретическое предсказание свойств тока, проходящего через туннельный барьер, в частности явлений, общеизвестных ныне под названием эффектов Джозефсона», Лео Эсаки, Айвар Джайевер — «За экспериментальные открытия туннельных явлений в полупроводниках и сверхпроводниках».
- Химия — Эрнст Отто Фишер и Джефри Уилкинсон (по 1/2 премии) — за новаторские работы по химии металлоорганических соединений.
- Медицина и физиология — Карл фон Фриш, Конрад Лоренц и Николас Тинберген — за открытия, связанные с созданием и установлением моделей индивидуального и группового поведения животных
- Экономика — Василий Леонтьев — «За развитие метода „затраты — выпуск“ и за его применение к важным экономическим проблемам».
- Литература — Патрик Уайт — «За эпическое и психологическое мастерство, благодаря которому был открыт новый литературный материк».
- Премия мира — Генри Алфред Киссинджер, госсекретарь США, и Ле Дык Тхо, ДРВ (совместно) — в знак признания их заслуг в связи с перемирием во Вьетнаме. Ле Дык Тхо от премии отказался.